# Bassin d'Arcachon
Bassin d'Arcachon is een baai ten westen van Bordeaux. De baai bevindt zich tussen de Côte d'Argent en de Côte des Landes, in de regio Nouvelle-Aquitaine. Afhankelijk van het getijde heeft de baai een wateroppervlakte van 40 tot 150 km². De baai is vernoemd naar de plaats Arcachon gelegen aan de zuidelijke doorgang naar de Atlantische Oceaan. 
De kaap Cap Ferret ligt op het schiereiland dat de scheiding vormt tussen het Bassin d'Arcachon en de oceaan.  